# Palestinian Airlines
Palestinian Airlines (code AITA : PF ; code OACI : PNW) est une ancienne compagnie aérienne de Palestine basée à El Arish, en Égypte, qui est complètement possédée par les autorités palestiniennes mais pas reconnue par le ministère de l'aviation civile égyptien. Elle a cessé ses opérations en 2005 mais reprend ses activités en 2012. Sa base actuelle est l'aéroport international de El Arish.
Elle est membre d'Arab Air Carriers Organization.
Elle a été mise en liquidation en 2020.

## Histoire
La compagnie aérienne a été créée le 1er janvier 1995 et a commencé à partir de juin 1997, une série de vols transportant des pèlerins à Jeddah, en Arabie saoudite. Les vols ont été initialement prévus pour fonctionner dans la bande de Gaza, mais en raison de l'interdiction par Israël, les services ont été exploités à Port-Saïd, dans le nord de l'Égypte. Palestinian Airlines est transférée à Gaza à la suite de l'ouverture de l'aéroport de Gaza en novembre 1998 et a ajouté de nouvelles dessertes dans la région. La compagnie aérienne fut déplacée à l'aéroport d'El Arish en décembre 2001, après la destruction de la piste de l'aéroport de Gaza. Elle est la propriété de l'Autorité palestinienne. En mars 2007, elle employait 389 personnes.

## Destinations
Égypte 
- Arish - Aéroport international de El Arish base

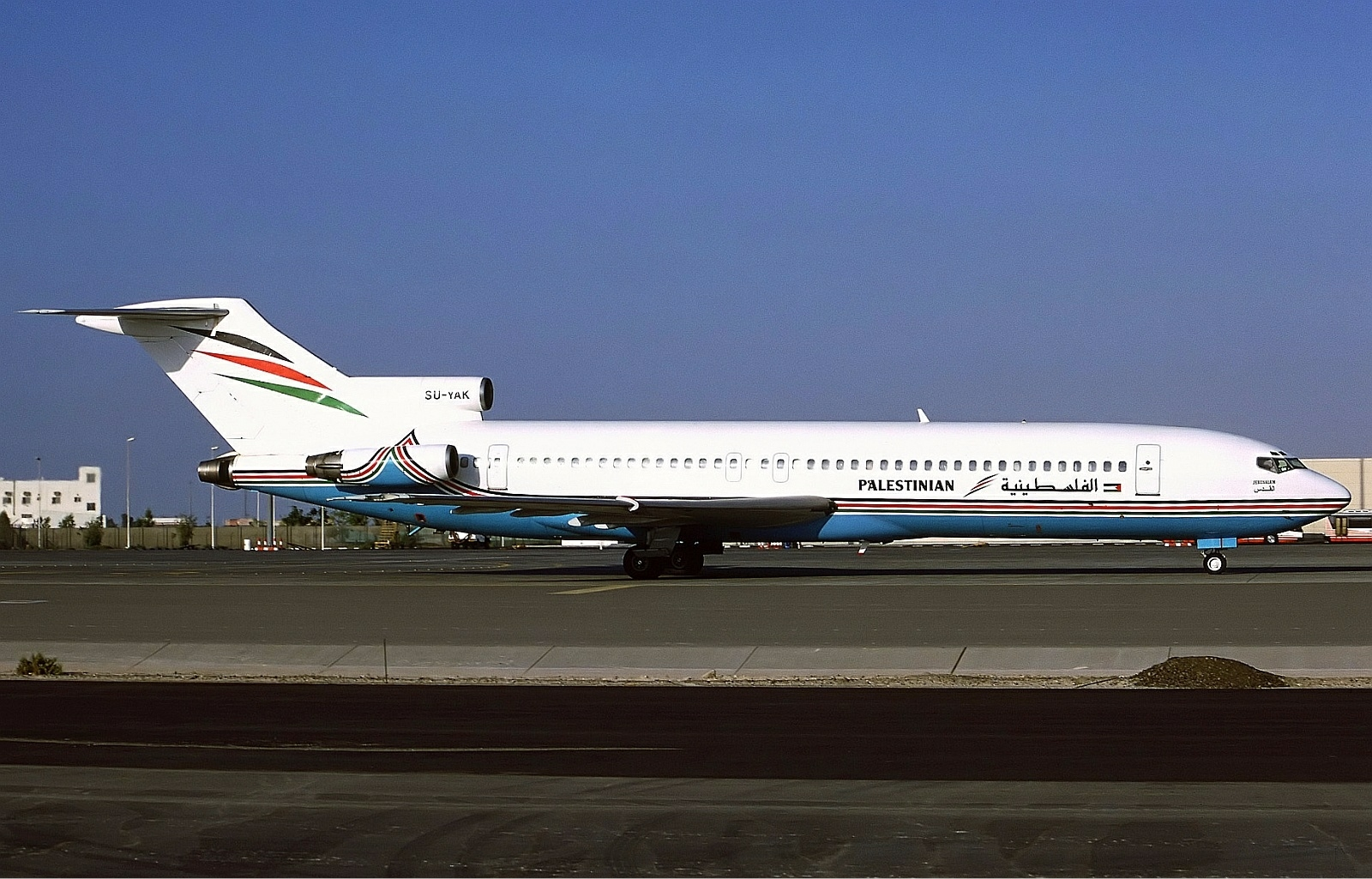
L'ancien Boeing 727-230 de Palestinian Airlines

- L'ancien Boeing 727-230 de Palestinian AirlinesLe Caire - Aéroport international du Caire

Arabie saoudite 
- Jeddah - Aéroport international Roi-Abdelaziz

Jordanie
- Amman - Aéroport civil d'Amman

## Flotte
La flotte est composée de (août 2014) :
- 2 Fokker 50